# Strange (magazine)
Pour les articles homonymes, voir Strange.
Strange est un magazine français de bande dessinée publié de janvier 1970 à mars 1998 par les éditions Lug, puis par les éditions Semic, d'abord en petit format puis au format BD, et reprenant des histoires et des personnages de comics des publications américaines Marvel Comics et, à la fin de sa publication par Semic, des séries de DC Comics.
Publié à la suite de l'arrêt — après quelques numéros — de Fantask pour cause de censure officielle, Strange a donné naissance à plusieurs autres magazines : Spécial Strange, Strange Spécial Origines, Strange Vacances, Strange Spécial Jeux. Le succès de Strange amènera Lug à créer d'autres revues comme Titans, Nova, Planète des Singes ou Spidey.
En 2007, Organic Comix reprend le nom de la revue, publiant des BD et articles souvent inédits. Cette version prend fin en 2011 avec la parution du numéro 350.
En 2012, les éditions de Tournon relancent le titre sous le nom de Strange Collector, un fascicule consacré aux super-héros accompagnant des plaques en métal de divers héros Marvel.
En janvier 2022, Xavier Fournier, spécialiste des comics de manière générale, annonce qu'il est en possession du titre Strange et promet une sortie pour 2022.

## Histoire de la publication

### Développement et histoires publiées
Strange commence sa carrière éditoriale en petit format, et alterne, une page sur deux, une bichromie verte ou rouge en complément du noir et blanc. Le sommaire de la revue comprend une pagination permettant d'accueillir un total de quatre épisodes. Après dix numéros, la revue passe au format 18 x 26 cm, qui est plus proche du format d'origine, et adopte définitivement la couleur. La revue contenait également par moments des posters détachables. C'est à partir du numéro 25 que Jean Frisano réalise des couvertures peintes.
Dès le premier numéro, des personnages de comics des éditions Marvel Comics apparaissent dans la revue,.
- Les mutants X-Men (Uncanny X-Men) (n°1 à 63).
- L'Invincible Iron Man (n°1 à 66, 75 à 185, 216 à 324)[b]
- Le Surfer d'argent (Silver Surfer) (n°1 à 14) remplacé par Ka-Zar l'homme de la jungle (n°15 à 17)[c]
- L'Intrépide Daredevil (n°2 à 211)
- Docteur Fatalis (n°16 et 17).
- L'Homme Araignée (Amazing Spider-Man) (n°18 à 324) [d]
- La série X-Men (à l'épisode Uncanny X-Men #66 de mars 70) est remplacée par Captain Marvel I (n°64 à 89)[e].
- Iron Fist, l'Homme au poing de fer (n°67 à 74)[f].
- Finalement transféré dans la revue-sœur Titans, Captain Marvel est brièvement remplacé par Les Éternels de Jack Kirby (n°90 à 93), puis le créneau est utilisé de 1977 à 1980 (n°94 à 120 puis 123 à 132) pour rattraper le retard d'Amazing Spider-Man avec un second épisode.
- Valet de cœur (Jack Of Hearts) (n°121) [f]
- La Torche et Thor... Ensemble! - Le feu de la terre ! (n°122) [5]
- Rom, le Chevalier de l'espace (n°133 à 178).
- La Division Alpha (n°179 à 254).
- Du n°186 à 209, Strange propose de nouveau une double-ration de Spider-Man afin d'ajuster la cohérence chronologique de son sommaire.
- Les Défenseurs (n°210 à 215)
- Les Vengeurs (n°212 à 324)[g]
- Namor (n°255 à 302).
- Deadpool (n°304 à 311).
- Fury du SHIELD (n°314 à 316).

Durant la dernière année d'existence du magazine, un créneau est utilisé pour accueillir des épisodes tirés d'autres séries prenant part aux crossovers en cours :
- Spider-Man : La Saga du Clone (Web of Spider-Man, Spider-Man, Spectacular Spider-Man, New Warriors)
- Iron Man / Avengers : Trahison (Les Vengeurs, Captain America, War Machine)

Dans les années 1990, la tendance était aux séries indépendantes, comme les Semic Versions Intégrales, et Strange semblait en décalage[réf. nécessaire].

### Perte de la licence Marvel et fin de la publication
En octobre 1996, Semic perdit la licence Marvel. Après un hiatus, Strange ressuscita alors à compter du numéro 325 avec des séries DC Comics telles que JLA, Batman, Wonder Woman, Flash, Impulse, Sovereign Seven. La recette eut moins de succès et la revue s'arrêta vite au numéro 335. Ce fut la fin de Strange.

### Renaissance
En janvier 2007, Organic Comix a relancé la célèbre revue sur un rythme trimestriel. Distribué dans les boutiques spécialisées, plus proche dans l'esprit des revues d'études sur les comics comme Comic Box, le no 1 ne comportait que 32 pages avec un dossier sur Jack Kirby agrémenté d'une histoire inédite, une interview de Jean-Yves Mitton et Reed Man sur le nouvel album de Mikros. Le no 2 parlera notamment de Félix Molinari. Les numéros bis sont également de retour, tous les trois numéros de Strange, débutant avec Strange 3 bis (contenant la fin de The Pact et le premier épisode de Silver Star de Jack Kirby). En plus des bandes dessinées, on peut y lire des entretiens et des articles historiques par Jean Depelley, Jean-Michel Ferragatti ou Dominik Vallet.
De son vivant, Joe Simon a autorisé la publication de son héros The Fly, créé pour Archie Comics, dont les droits ont été cédés à Simon et une nouvelle création, ShieldMaster, créé par son fils Jim, la série a été collaborée par Jean Depelley et Reed Man,.
Le magazine a publié Alexa, une adaptation BD des romans Riftworld de Stan Lee, de Steve Roman, Chris Malgrain et Dave Gibbons.
Le magazine a également publié des histoires de Galaxy Green, un projet de Jack Kirby des années 70, la série avait une histoire avec Jean Depelley (scénario) et Reed Man (dessin et couleurs). Les personnages apparaissent également dans la série Kirby: Genesis par Kurt Busiek et Alex Ross publiée par Dynamite Entertainment.
Avec le numéro 10 de janvier 2010, la revue change de formule et est distribuée en kiosques sous le nom Strange Extra (dont la numérotation recommence au numéro 1) ; toutefois, Strange conserve sur sa couverture sa numérotation originale, le numéro 1 de janvier 2007 étant donc le 1/336 et le numéro 1 Extra de janvier 2010 le 1 Extra/10/334. À l'occasion du numéro 350, Strange récupère sa numérotation première, mais Organic Comix ne peut plus en continuer la production et se retrouve contraint d'arrêter ses plans. Un numéro 351 spécial de huit pages est produit au début de 2012.
Après la fermeture de cette version de Strange, l'éditeur a sorti deux nouvelles versions de Futura, Étranges Aventures et Spécial Strange.
Les comics publiés de 2007 à 2012 sont les suivants :
- Galaxy Green (Jack Kirby) ;
- The Myth of 8-Opus (Tom Scioli) ;
- Silver Star (Jack Kirby) ;
- The Fly (Joe Simon et Jack Kirby) ;
- Godland (Joe Casey et Tom Scioli) ;
- Lorelei;
- ShieldMaster (Jim Simon).

Des productions françaises anciennes et récentes sont aussi à l'honneur :
- Megasauria (Jean Depelley et Jean-Marie Arnon) ;
- Fantask Force (Reed Man) ;
- Le Résistant (François Corteggiani et Jean-Yves Mitton) ;
- L'Archer Blanc (François Corteggiani et Jean-Yves Mitton).

## Critiques
Strange, ainsi que les autres magazines Lug/Semic, a régulièrement été l'objet de critiques concernant sa censure pratiquée sur un certain nombre de dessins des bandes dessinées publiées dans le magazine, censure faite pour en atténuer la violence et se conformer aux instructions de la commission sur les publications destinées à la jeunesse.
Entre autres, certaines onomatopées étaient retirées, les armes blanches des personnages effacées, et parfois des cases entières étaient supprimées. La série les Eternels en fera les frais après seulement quatre épisodes et prendra fin lors du numéro 93 de septembre 1977. La censure ainsi pratiquée mécontenta ses lecteurs, interrompant notamment en plein milieu une histoire la série Daredevil, à cause de la violence dans l'épisode no 215. Mais, du fait de cette auto-censure, le magazine ne connut pas le sort d'autres revues comme Fantask ou Marvel.

## Collectionneurs
Certains numéros de Strange se revendent à des prix atteignant les 2000 Euros. On peut ainsi trouver la plupart des numéros en état tout à fait correct dans de nombreuses comic-shops mais aussi auprès de particuliers qui s'en séparent dans les vide-greniers, où le prix communément appliqué varie entre 1 et 5€ / pièce selon l'état.
Le numéro 1 de Strange est devenu très rare, mais il apparaît régulièrement dans les conventions de BD (avec une cote d'à peu près 3 000 euros, mais régulièrement vu entre 6000 et 10 000 Euros).
Un fac similé du numéro 1 de Strange, pour le 50ème anniversaire de sa parution en janvier 2020, est attendu par de nombreux collectionneurs. Mais aucune information ne filtre à ce sujet pour l'instant.